# Lecteria (Lecteria) radialis
Lecteria (Lecteria) radialis is een tweevleugelige uit de familie steltmuggen (Limoniidae). De soort komt voor in het Afrotropisch gebied.